# SPATA8
SPATA8 (англ. Spermatogenesis associated 8) – білок, який кодується однойменним геном, розташованим у людей на 15-й хромосомі. Довжина поліпептидного ланцюга білка становить 105 амінокислот, а молекулярна маса — 11 727.
| 10         |  | 20         |  | 30         |  | 40         |  | 50         |
| ---------- |  | ---------- |  | ---------- |  | ---------- |  | ---------- |
| MAPAGMSGAQ |  | DNSCLYQEIA |  | PSFQRLPCPR |  | TSSRHFSEAM |  | TCPCGWRPFK |
| GGPGGLKGPV |  | WPAKEENSCS |  | HGRIQRVQRR |  | RVPSASPLIQ |  | KINRRSVLFH |
| PYCWS      |  |            |  |            |  |            |  |            |

A: Аланін

C: Цистеїн

D: Аспарагінова кислота

E: Глутамінова кислота

F: Фенілаланін

G: Гліцин

H: Гістидин

I: Ізолейцин

K: Лізин

L: Лейцин

M: Метіонін

N: Аспарагін

P: Пролін

Q: Глутамін

R: Аргінін

S: Серин

T: Треонін

V: Валін

W: Триптофан

Задіяний у такому біологічному процесі, як альтернативний сплайсинг. 